# جوزيف غرازيوفسكي
جوزيف غرازيوفسكي (بالبولندية: Józef Grzybowski) ولد يوم 17 مارس 1869, وتوفي يوم 17 فبراير 1922.هو عالم جيولوجي بولندي وعلم حفريات، وعالم للأورام.
ولد غرازيوفسكي في كراكوف. تلقى تعليمه في جامعة "Jagiellonian" حيث أصبح مدير مختبر "Paleontological". كان جرازيباوسكي أستاذاً لعلم الحفريات في جامعة جاجيلونيان في كراكوف، وهو رائد في استخدام الميكروفيلس للتطبيقات الطبقية «الستراتجرافية».